# 玫瑰聖母主教座堂 (春玉社)
裴洲主教座堂位于越南南定省春长县春玉社，是天主教裴洲教区的主教座堂。裴洲主教座堂距离春长县3公里，距离南定市31公里，距离河内115公里。出于安全原因，在2020年，这座拥有135年历史的旧教堂建筑被拆除，现在正在建造新教堂。
裴洲教区于1670年创立，1848年成立中東京代牧区。 历史上，该地区的天主教村庄，曾经是耶稣会，巴黎外方传教会，尤其是西班牙的道明会传教的重点地区。该堂保存了丰富的传教历史，曾是红河三角洲地区东西方之间文化冲突的场所，也是在历史和文化，文化，艺术，建筑方面具有特殊价值的作品。裴洲主教座堂于1885年竣工，是越南最古老的教堂之一:820-821。
每年8月8日，许多教友聚集在一起庆祝聖道明瞻礼。

## 老教堂
裴洲主教座堂于1885年竣工， 拥有独特的建筑风格，以西班牙巴洛克风格为主，并结合了传统的越南建筑方法。教堂的圆顶由石灰和稻草与蜂蜜混合而成，具有三个椭圆形的独特设计。。
该堂长78米，宽22米，高15米，两个钟楼高35米。2016年，建设计划得到了当局的计划和批准。 2019年，教区宣布将拆除旧主教座堂,在此基础上再建一座新教堂。 这引起了一些分歧。
2019年的拆除计划推迟了， 于2020年2月4日拆除了内部，祭坛和法院建筑，为总降落做准备.  Sau 135 năm tồn tại,2020年7月17日正式拆除， 于8月初完成拆除工作。 根据设计，新教堂的外观与老教堂相似，只是规模更大。老教堂虽然古老，但内部是根据越南古代建筑的木制桁架系统，而不是西班牙巴洛克式建筑天花板 trần Baroque Tây Ban Nha.。。